# San Antonio Yodonduza Monteverde
San Antonio Yodonduza Monteverde är en ort i Mexiko.   Den ligger i kommunen San Antonino Monte Verde och delstaten Oaxaca, i den sydöstra delen av landet, 260 km sydost om huvudstaden Mexico City. San Antonio Yodonduza Monteverde ligger 2 401 meter över havet och antalet invånare är 850.
Terrängen runt San Antonio Yodonduza Monteverde är kuperad åt nordost, men åt sydväst är den bergig. Terrängen runt San Antonio Yodonduza Monteverde sluttar norrut. Runt San Antonio Yodonduza Monteverde är det glesbefolkat, med 9 invånare per kvadratkilometer. Närmaste större samhälle är San Miguel Monteverde, 7,4 km väster om San Antonio Yodonduza Monteverde. I omgivningarna runt San Antonio Yodonduza Monteverde växer huvudsakligen savannskog.